# Dallas (Oregon)
 For alternative betydninger, se Dallas (flertydig). (Se også artikler, som begynder med Dallas)
Dallas er en amerikansk by og administrativt centrum i det amerikanske county Polk County, i staten Oregon. I 2000 havde byen et indbyggertal på 12.459.

## Ekstern henvisning
- Dallas hhjemmeside Arkiveret 22. oktober 2020 hos  Wayback Machine (engelsk)

44°55′16″N 123°18′59″V / 44.92111°N 123.31639°V